# Saša Čađo
Saša Čađo  (nacida el 13 de julio de 1989 en Sarajevo, Bosnia) es una jugadora de baloncesto serbia. Con 1.78 metros de estatura, juega en la posición de ala-pívot.